# Дегтярівська вулиця
Дегтярі́вська ву́лиця — вулиця в Шевченківському районі міста Києва, місцевості Лук'янівка, Сирець, Шулявка. Пролягає від вулиць Юрія Іллєнка та Січових Стрільців до Берестейського проспекту.
Прилучаються Лук'янівська площа, вулиці Дмитрівська, Білоруська, Бердичівська, Митрофана Довнар-Запольського, Ґарета Джонса, Зоологічна, Олександра Довженка, Олени Теліги, Василя Макуха, Євгенії Мірошниченко, Парково-Сирецька, Жамбила Жабаєва, Миколи Шпака і Табірна, а також Старожитомирський провулок. Сполучена шляхопроводом над Берестейським проспектом з вулицею Миколи Василенка.

## Історія
Вулиця виникла в середині XIX століття вздовж Старої Житомирської дороги, якою починався древній транс-європейський Королівський шлях Via Regia. Мала назву Старожитомирське шосе або Старожитомирський шлях (згадане у 1865 році). Пізніше ця назва вживалася для позначення «дальнього» відрізку Дегтярівської вулиці — від Зоологічної вулиці до Берестейського проспекту (приєднаний до Дегтярівської у 1958 році).
З 1890-х до 1917 р. між Лук’янівським кладовищем та Пушкінським парком містилося стрільбище Київського відділу Імператорського товариства правильного полювання, в облаштуванні якого брав участь архітектор-початківець Владислав Городецький.
З 1908 року набула назву Дегтярівська вулиця, на вшанування київського купця Михайла Дегтерьова, на кошти якого на початку XX століття поблизу Лук'янівської площі було збудовано Дегтерьовську богадільню.
У 1939 році вулицю перейменували на вулицю Червоних командирів,
З 1944 року — вулиця Пархоменка, на честь радянського військового діяча Олександра Пархоменка.
Історичну назву вулиці було відновлено 1993 року.

## Установи та заклади
- Служба у справах неповнолітніх (буд. № 3-а)
- Департамент соціальної та гуманітарної політики Міноборони (буд. № 11)
- Слідчий ізолятор № 13, колишня Лук'янівська в'язниця (буд. № 13)
- Центральний ремонтний завод засобів зв'язку «Техвоєнсервіс»(буд. № 13/24)
- Інститут нефрології АМН України (буд. № 17-в)
- Командування Сухопутних військ ЗС України (буд. № 19)
- Інфекційна клінічна міська дитяча лікарня (буд. № 23)
- Ісламський культурний центр (буд. № 25-а)
- Озброєння та Тил ЗС України, Департамент постачання матеріальних ресурсів Міністерства оборони України, з 2018 — Командування сил логістики Збройних Сил України (буд. № 28-а)
- Шевченківський районний суд міста Києва (буд. № 31-а)
- Бібліотека на Дегтярівській (буд. № 32)
- Укрспецекспорт (№ 36)
- Поліграфічний комбінат «Україна» (№№ 38-44)
- Інститут газу НАН України (буд. № 39)
- Департамент державного регулювання операцій з дорогоцінними металами та дорогоцінним камінням Міністерства фінансів України (буд. № 38-44)
- Гуртожитки Київського національного економічного університету (буд. № 49 і № 49-а)
- Міжнародний інститут бізнесу (буд. № 51)

### Будинок 11 літера «Г»
- з 1996 Державна митна служба України (1996)
- з 2014 Державна фіскальна служба України
- з 2019 Державна митна служба України (2019)
- Офіс великих платників податків ДПС

## Пам'ятки історії та архітектури
- буд. № 5 — Народний будинок. Зведений у 1900—1902 роках архітектором Михайлом Артиновим у псевдоруському стилі — клуб для робітників, у ньому проводилася просвітницька робота, влаштовувалися концерти та лекції, були чайна та бібліотека. Після революції 1917 року в будинку знаходився Український робітничий клуб, пізніше — Клуб працівників трамвайного депо, Будинок культури Київського трамвайно-тролейбусного управління.
- буд. № 7 — Лук'янівське трамвайне депо, нині ліквідоване. Збереглися споруди 1891–1910-х років — адміністративний будинок та електростанція.
- буд. № 11 — Луцькі казарми (1911)
- буд. № 13 — Комплекс споруд Лук'янівської в'язниці (Губернська тюрма) (1863—1910), в якій перебували відомі громадські, політичні і церковні діячі, представники науки та культури, які у той чи інший час перебували в опозиції до влади або стали жертвами політичних репресій. Нині слідчий ізолятор.
- буд. № 19 — Комплекс споруд Дегтерьовських доброчинних закладів (близько 10-ти споруд), зведені на початку XX століття (1900—1913).
- буд. № 39 — Будівля Інституту газу (корпус № 1), в якому у 1960–80-ті роки працювали Микола Доброхотов, вчений у галузі металургії; Віктор Копитов, академік (1960—1962)

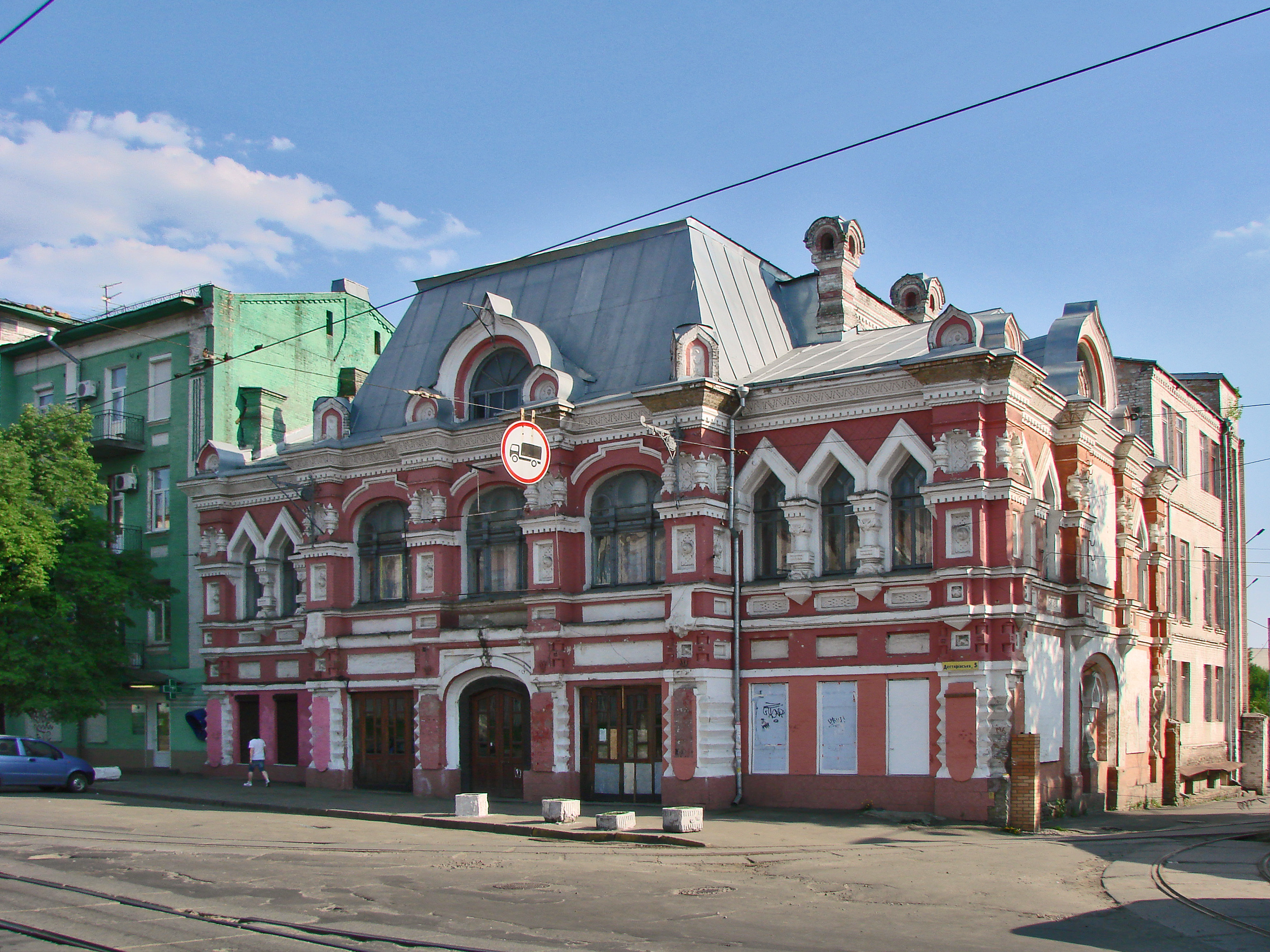
Лук'янівський народний будинок, Дегтярівська вул., 5
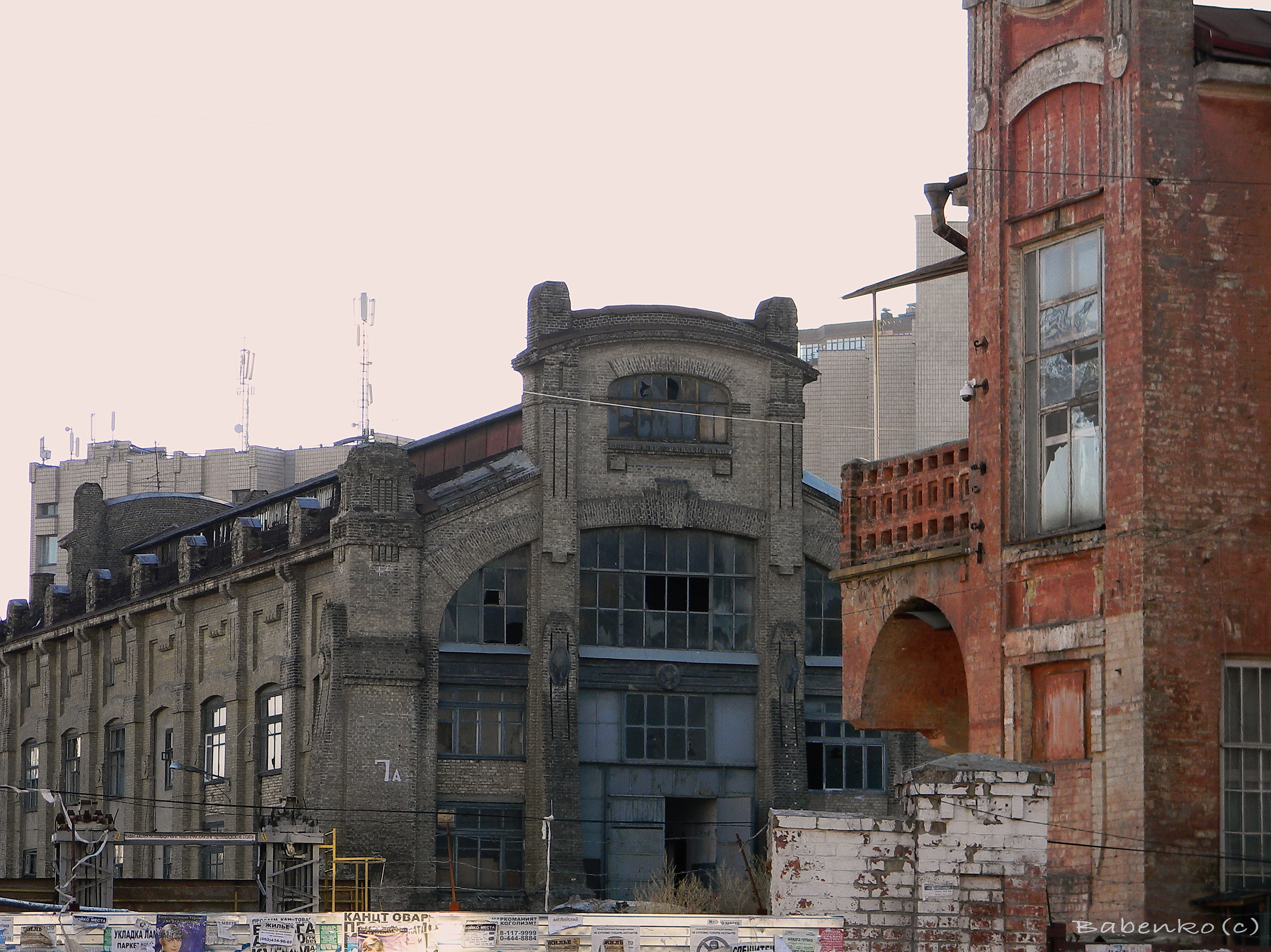
Будинок електричної станції Лук'янівського трамвайного депо на Дегтярівській вулиці
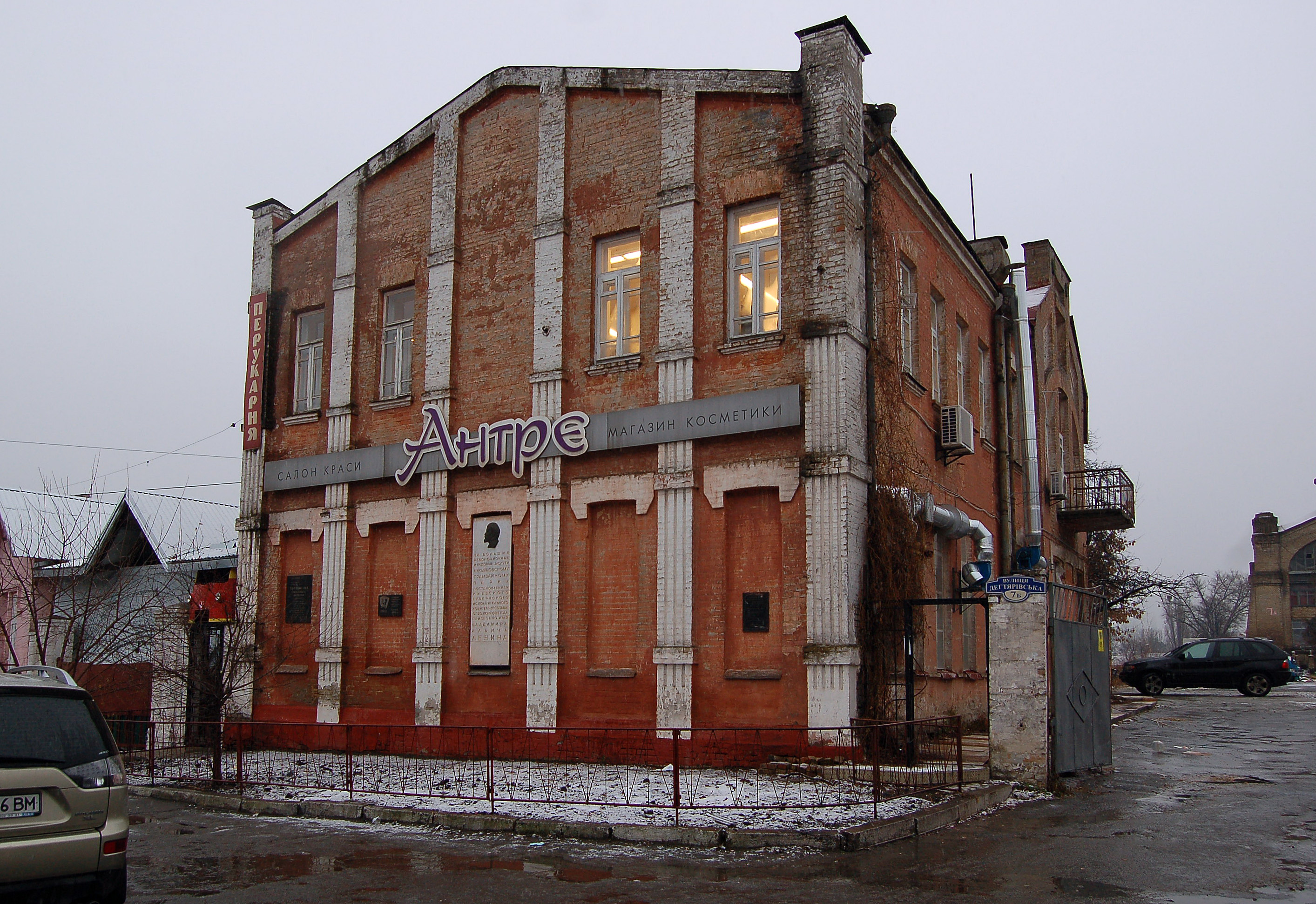
Конторська будівля трамвайного депо (буд. № 7-б)
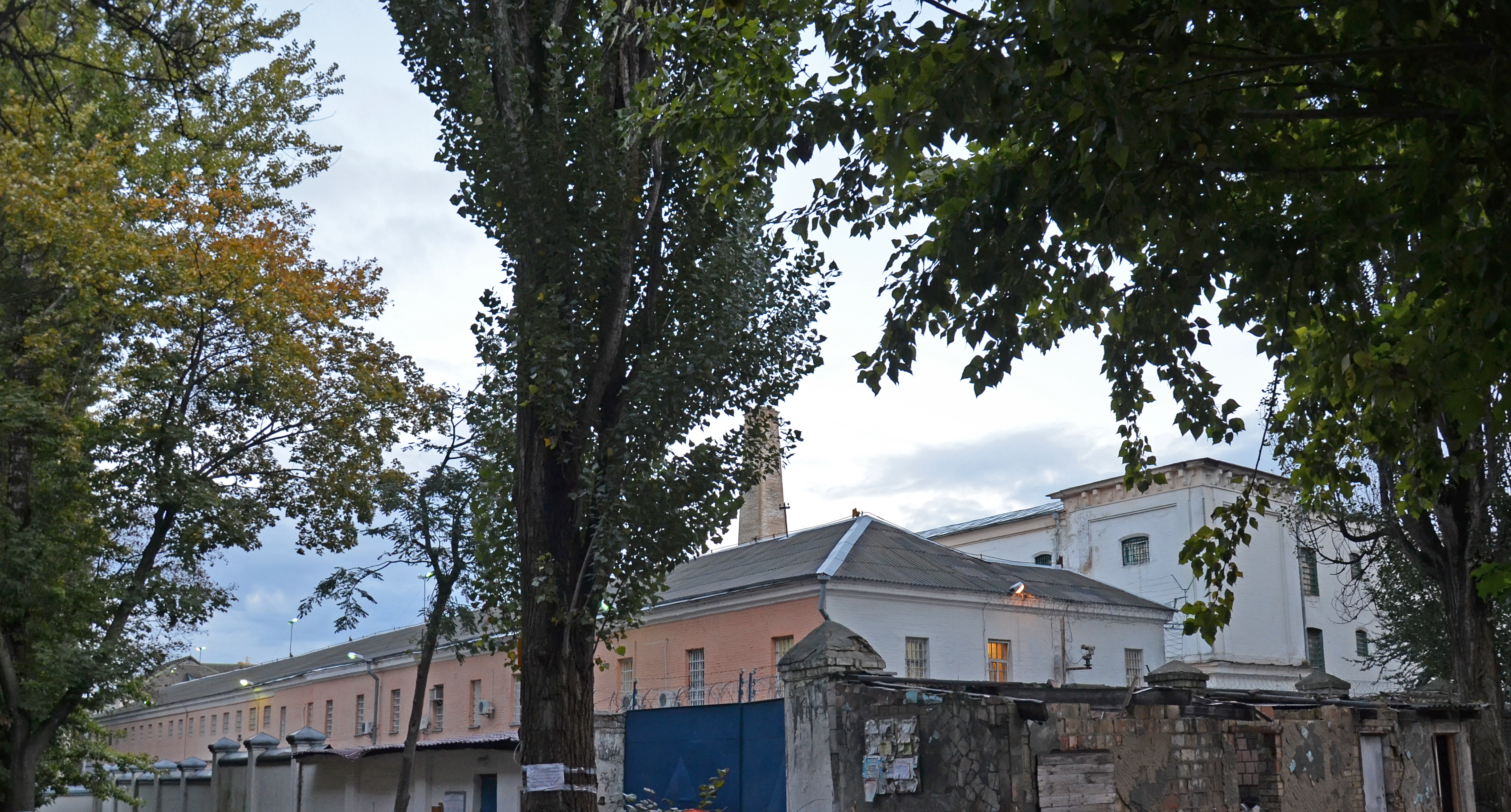
Комплекс споруд Лук'янівської в'язниці (Губернська тюрма), Дегтярівська вул., 13
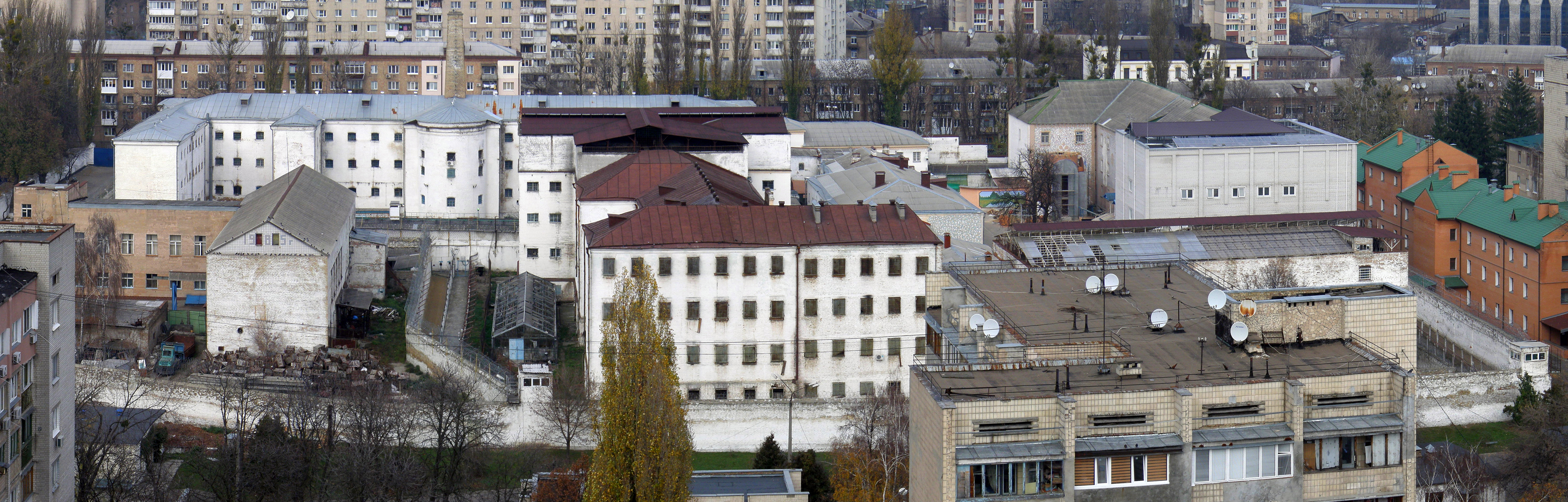
Комплекс споруд Лук'янівської в'язниці (Губернська тюрма), Дегтярівська вул., 13
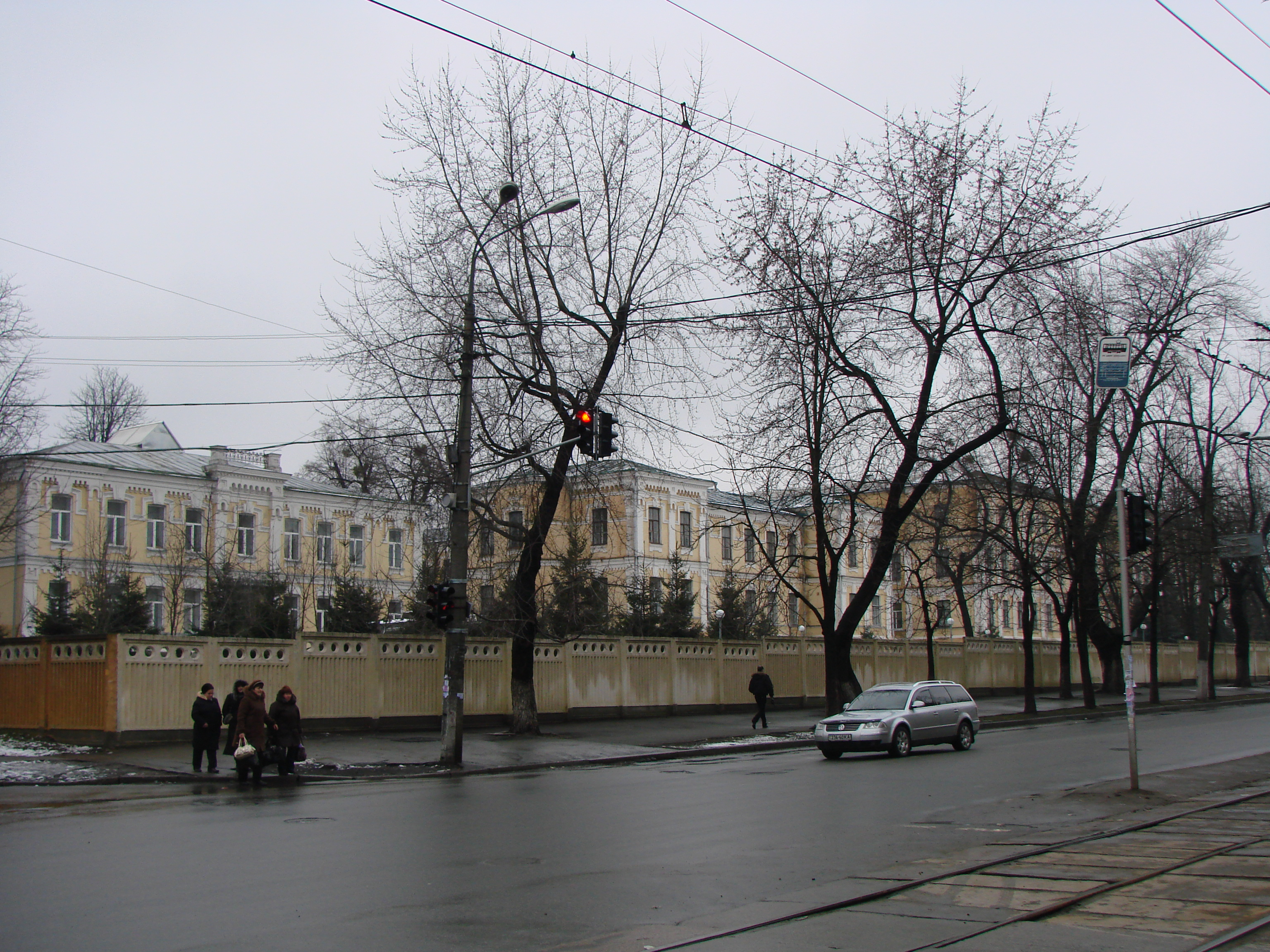
Комплекс споруд Дегтерьовських доброчинних закладів, Київ, Дегтярівська вул., 19
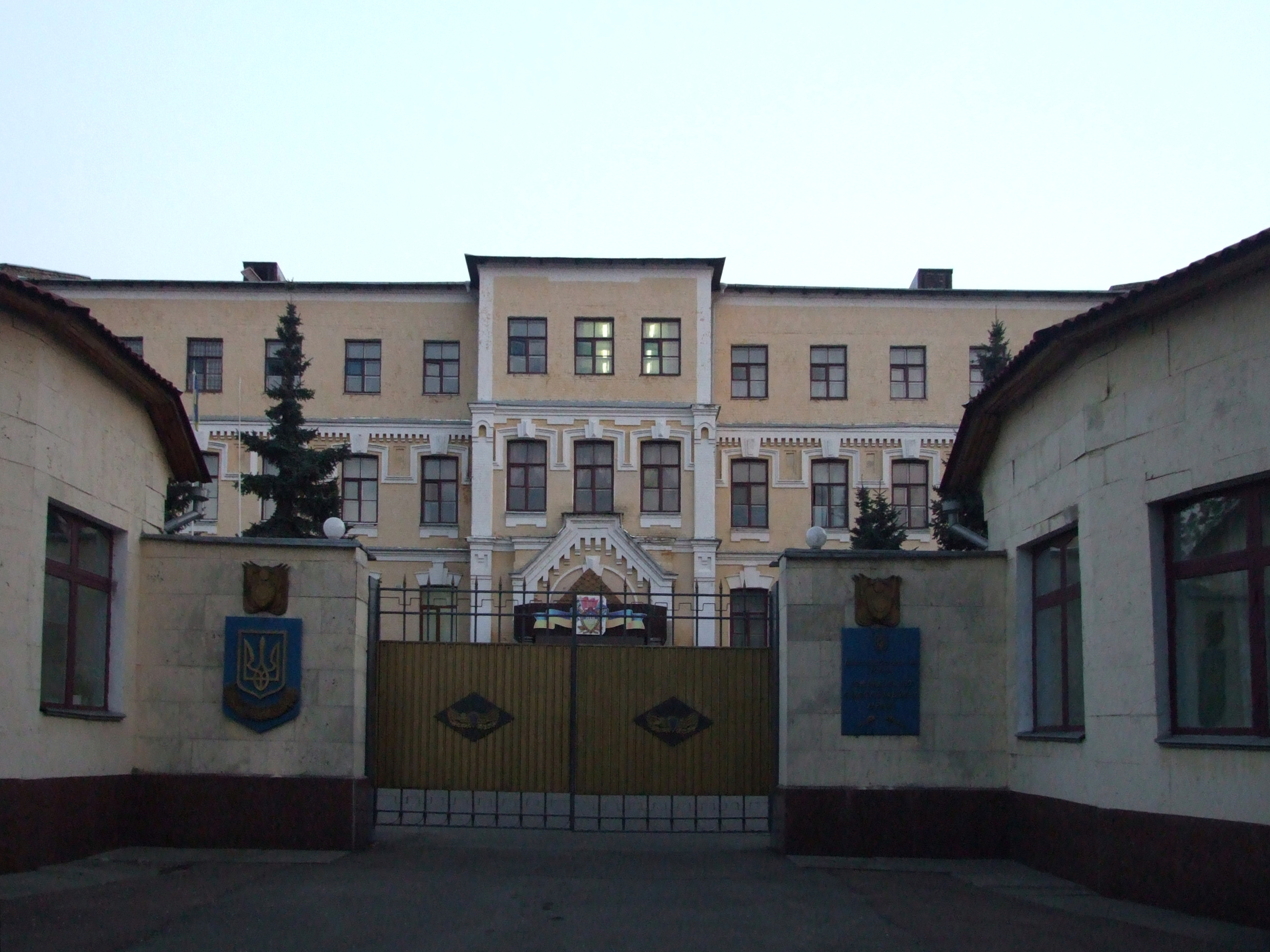
Комплекс споруд Дегтерьовських доброчинних закладів. Головний корпус, архітектор Володимир Ніколаєв, 1900–1902 роки
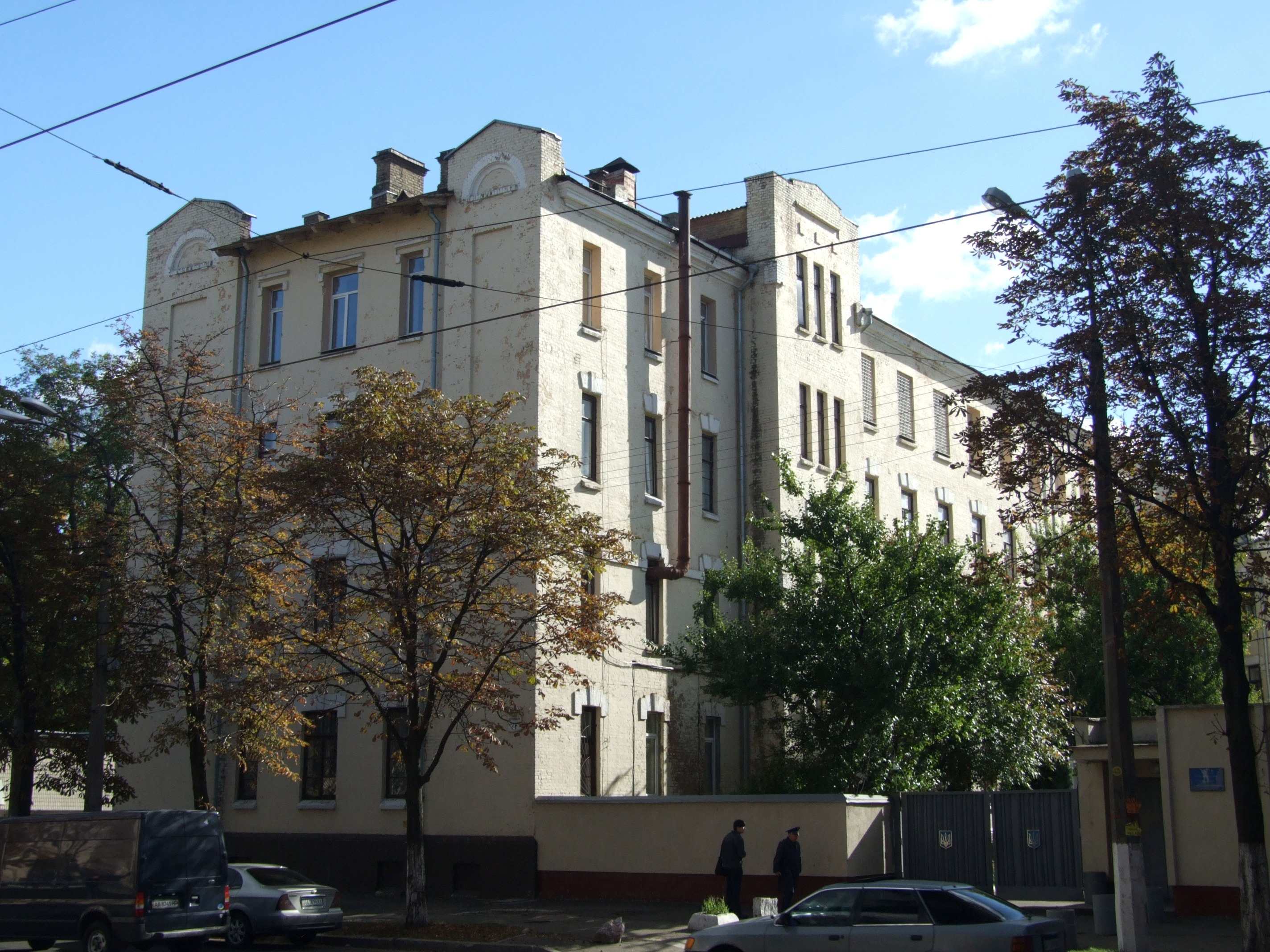
Луцькі казарми, 1911 рік (лівий корпус)
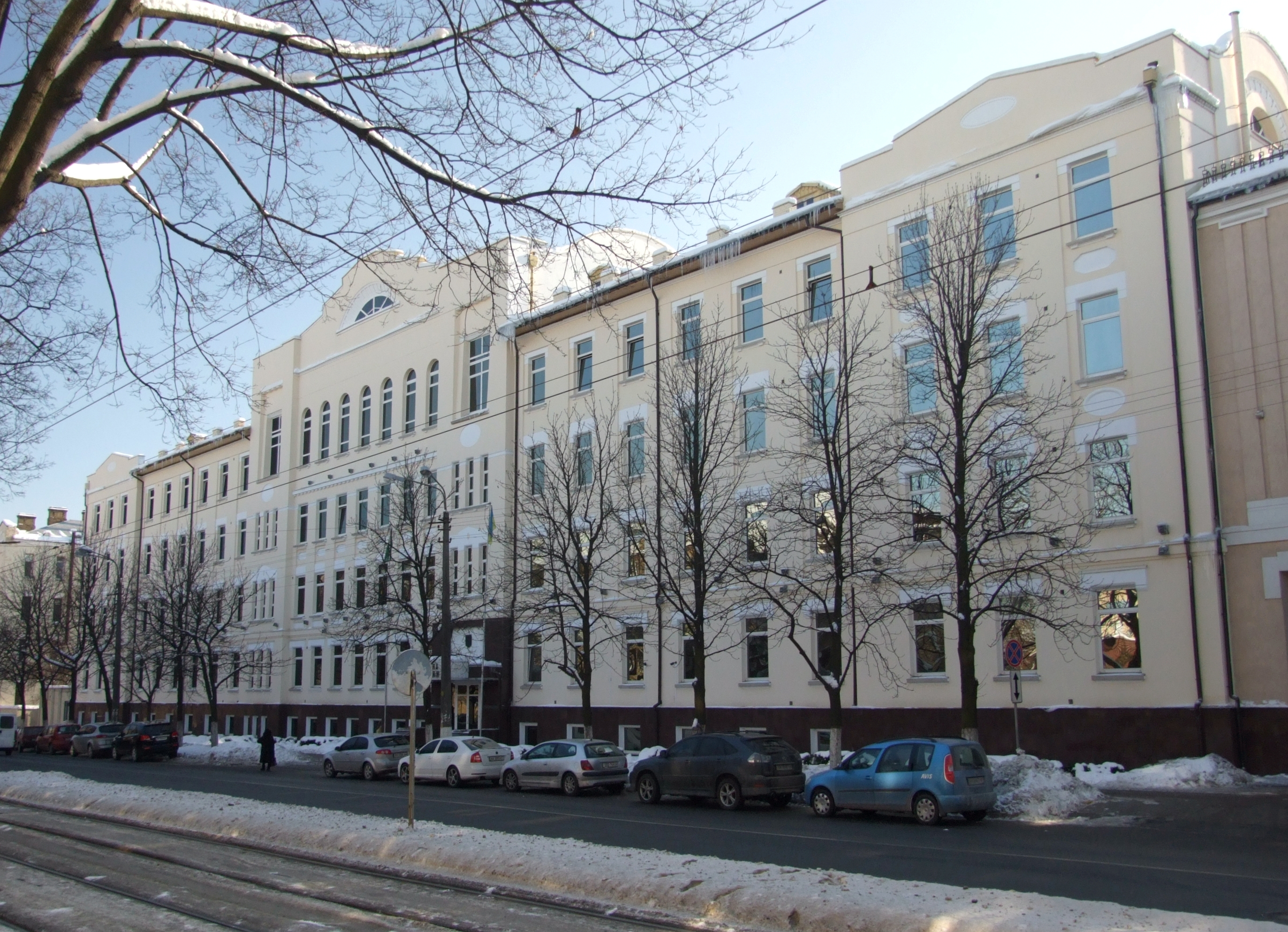
Луцькі казарми, 1911 рік (центральний корпус)

## Пам'ятники, меморіальні й анотаційні дошки
- Пам'ятник працівникам трамвайного депо, які загинули у Великій Вітчизняній війні
- меморіальна дошка Миколі Доброхотову (буд. № 39); бронза, барельєфний портрет; скульптор Іван Кавалерідзе, архітектор Раїса Бикова. Відкрито 15 жовтня 1968 року.
- меморіальна дошка Віктору Копитову (буд. № 39)
- меморіальная дошка Іванові Якубовському (буд. № 19)
- меморіальна дошка «Воїнам-танкістам Великої Вітчизняної війни» (буд. № 19); бронза; барельєф; скульптор Анатолій Харечко, архітектор Анатолій Ігнащенко. Відкрито 1978 року.

Меморіал робітникам і службовцям трамвайного депо на розі з Білоруською вулицею
Меморіальна дошка М. М. Доброхотову (буд. № 39)

### Колишні меморіальні та анотаційні дошки

Радянська меморіальна дошка на честь трамвайного депо ім. Леніна (буд. № 7-б)
Радянська меморіальна дошка «Звернення до комсомольців та молоді КТТУ 2018 року» (буд. № 7-б)
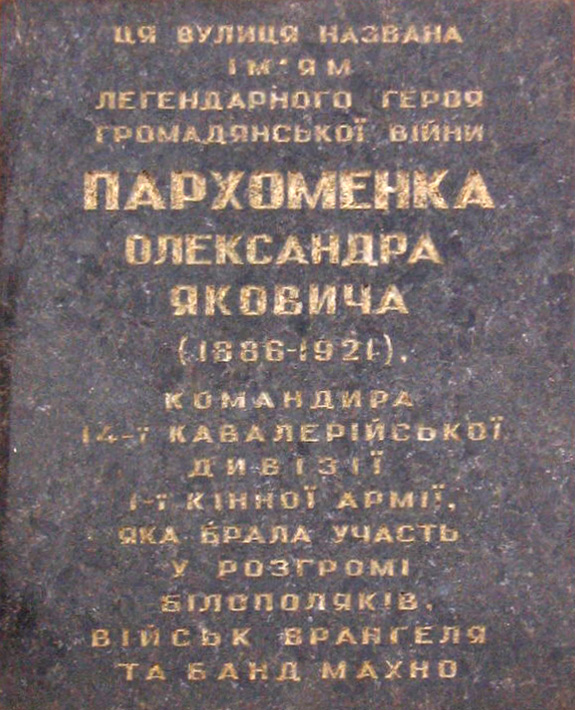
Радянська анотаційна дошка О. Я. Пахоменку (буд. № 7)
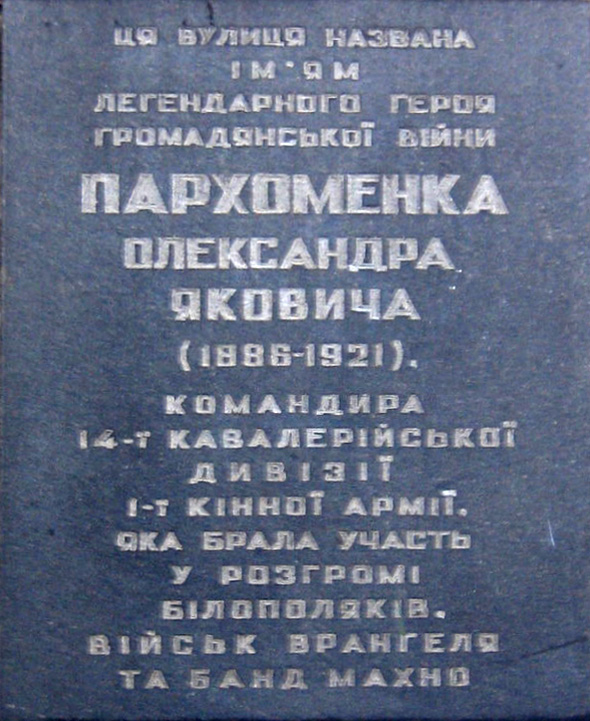
Радянська анотаційна дошка О. Я. Пархоменку (буд. № 53)

## Особистості
У 1881 році революціонерка-народниця Софія Богомолець, перебуваючи в ув'язнені в Лук'янівській тюрмі, народила сина — Олександра Богомольця, майбутнього вченого, президента Академії наук УРСР. 1918 року в Дегтерьовській богадільні помер український письменник Іван Нечуй-Левицький.

## Сучасна забудова та містобудівні перетворення
буд. № 17-19 — територія колишнього хлібозаводу перетворюється на комплекс бізнесу класу, що реалізується в форматі «місто в місті». Комплекс буде складатися з восьми житлових будинків, під якими розміщено однорівневий підземний паркінг. Будівництво цього ЖК передбачено у 8 черг на земельній ділянці площею 4,3 га